# Aroneanu
Aroneau település Romániában, Moldvában, Iași megyében.

## Fekvése
Iașitól északra fekvő település.

## Látnivalók
Aroneanu fő nevezetessége az Aroneanu kolostortemplom (Biserica mănăstirii Aroneanu), amely 1594-ben épült Áron moldvai fejedelem kezdeményezésére.
Az épületen a moldvain kívül havasalföldi sajátosságok is megfigyelhetők. Az épület külső architektúrája játékosan gazdag. A templomtest háromkaréjos tömegéből kiemelkedő kupola dombjának csillagszerű talapzata emlékeztet az orosz középkori építészet megoldásaira, míg a homlokzatok felületét borító kerámia díszítésű faltagozás a bolgár művészeti forrásokra utal.

## Galéria

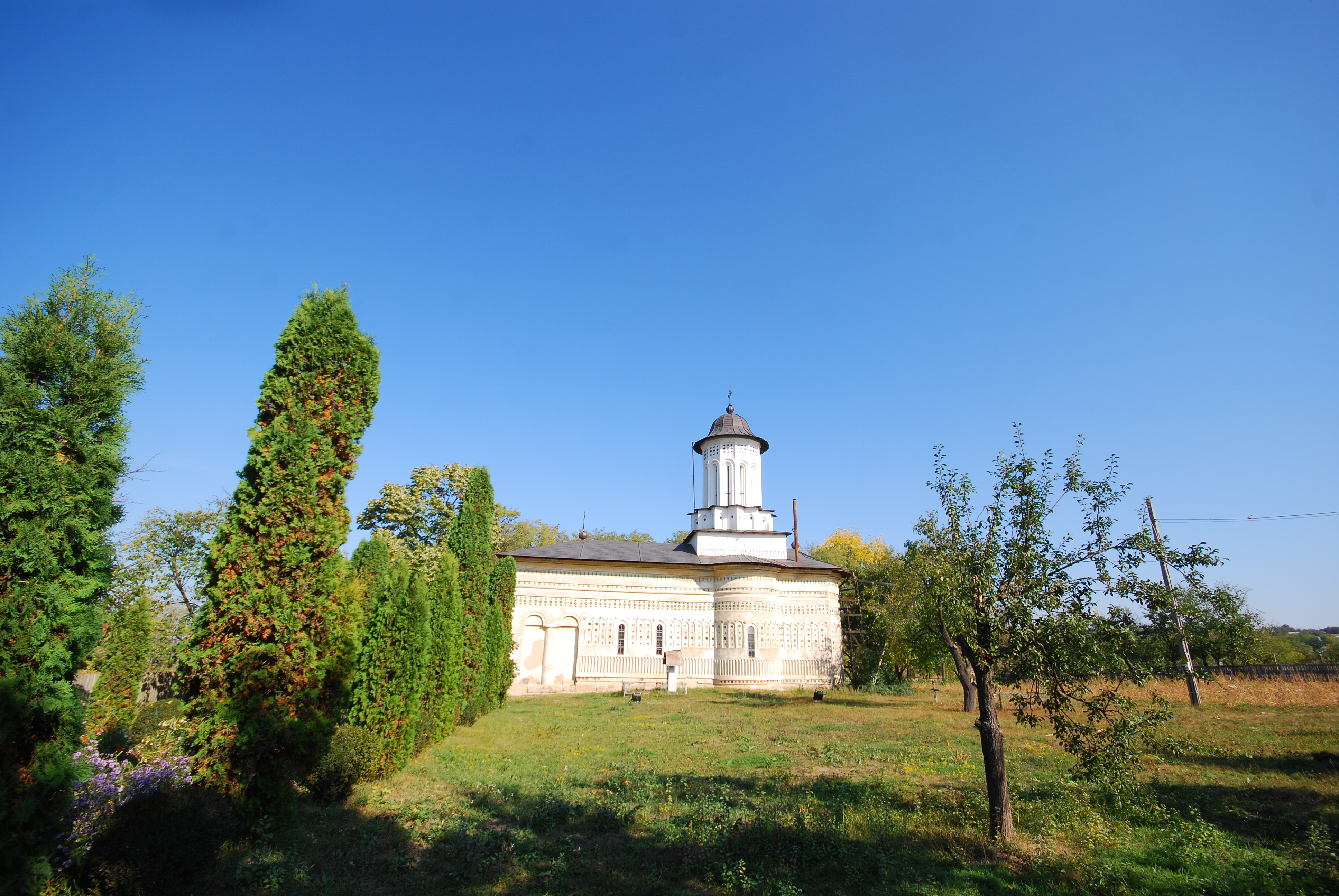
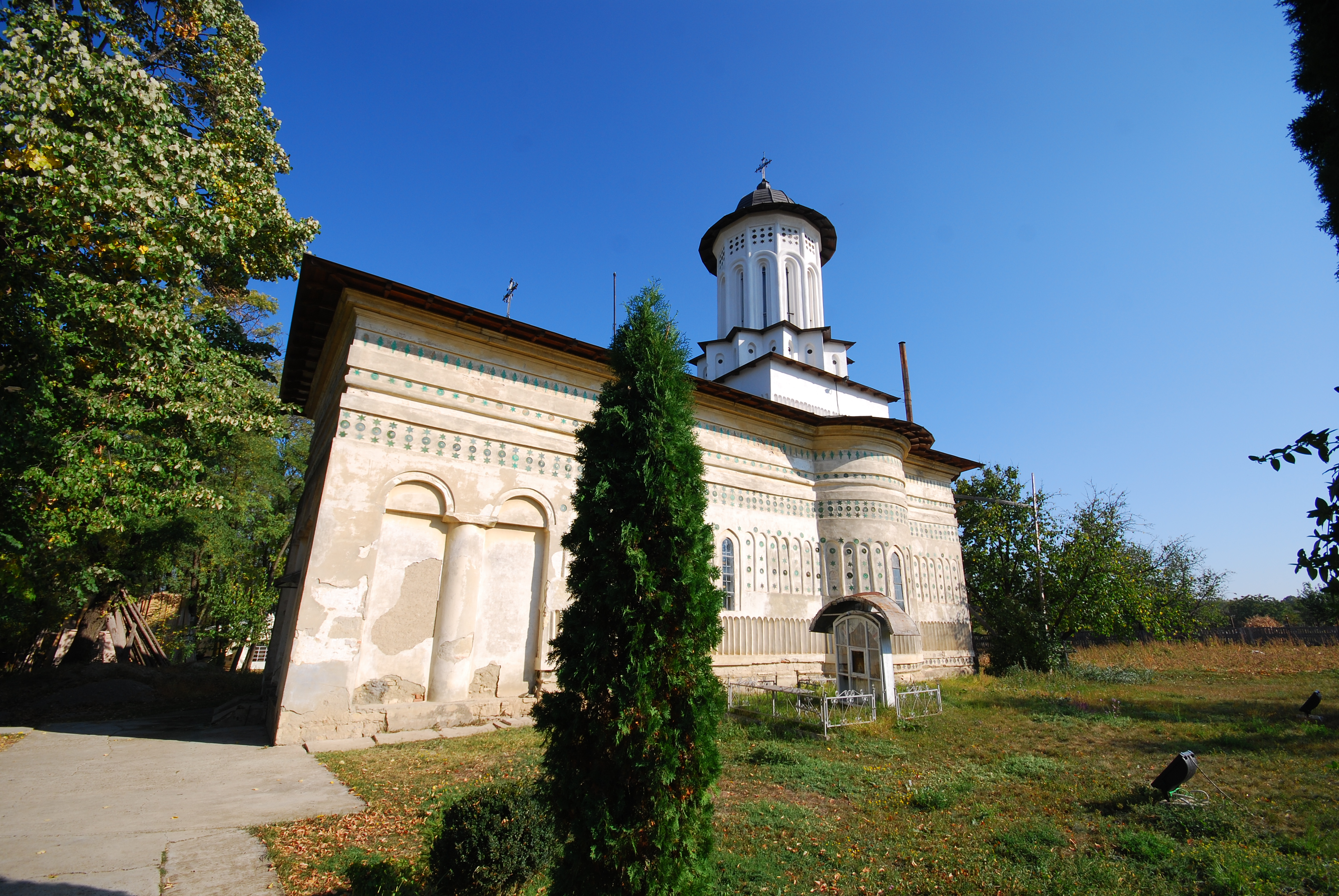
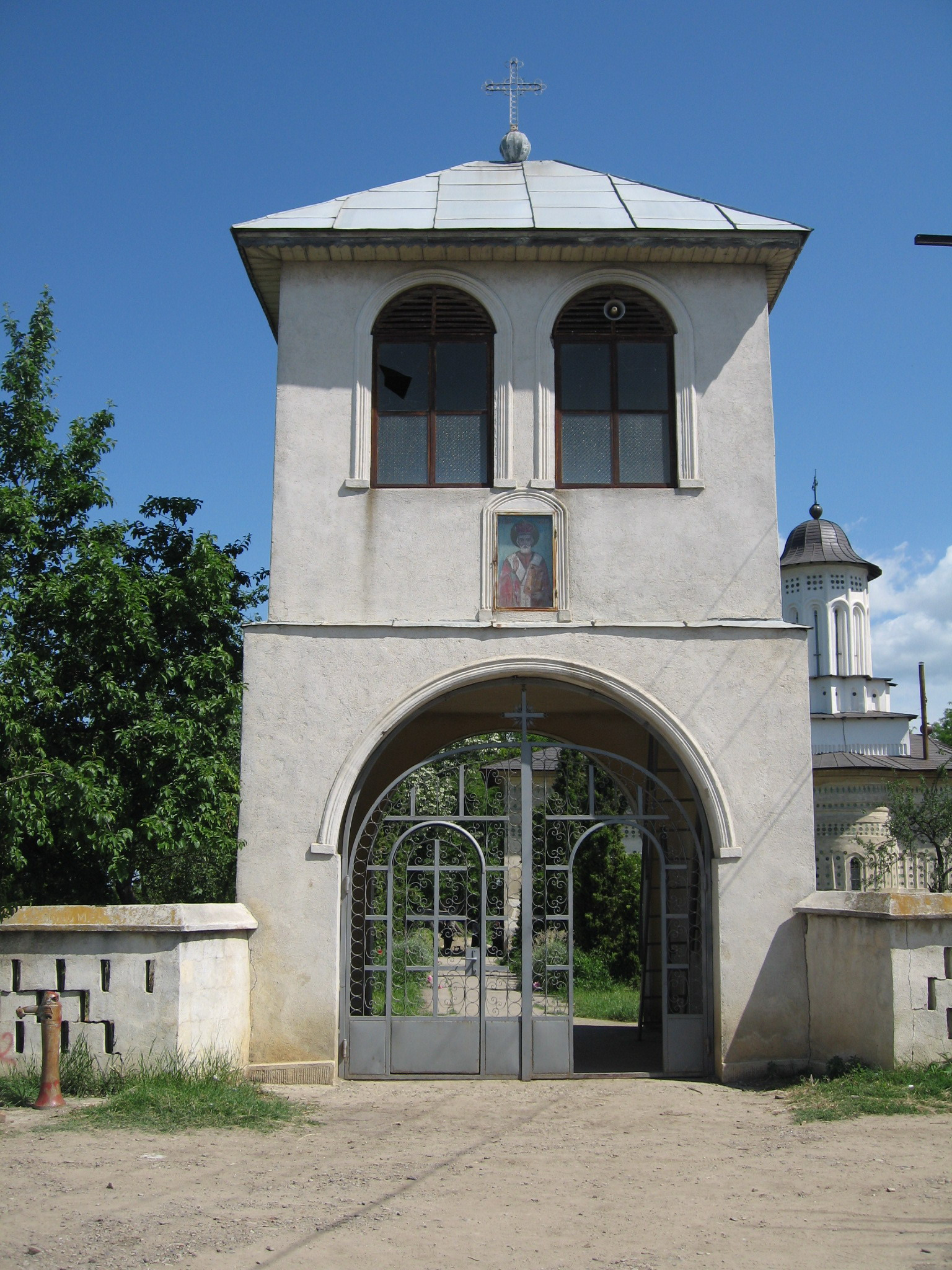